# Gravesac
Le gravesac est un porte-greffe viticole. 

## Origine et répartition
Le gravesac a été mis au point en 1962 par l'INRA par croisement entre le 161-49 Couderc et le Couderc 3309. 
En France, environ 2 000 hectares sont greffés sur gravesac.

## Caractères ampélographiques
L'extrémité du rameau est fermée et presque glabre et porte des jeunes feuilles bronzées.
Le rameau est de section ronde à elliptique. Il est de couleur rougeâtre.
Les feuilles adultes sont moyennes orbiculaires, entières avec sinus pétiolaire légèrement ouvert en U, parfois délimité près du point pétiolaire par la nervure. Le limbe est légèrement involuté, lisse ou légèrement gaufré ou martelé.
Ses fleurs sont mâles donc ne donnent pas de fruit.
Les rameaux aoûtés sont colorés en brun violacé et glabres.

## Aptitudes

### Adaptation au terroir
Sa résistance au phylloxera est très élevée, mais il est sensible aux nématodes.
Ses racines sont plongeantes. Il est peu tolérant au calcaire : il ne supporte que 15 % de calcaire total (6 % de calcaire actif pour un indice de pouvoir chlorosant de 5). Il a l'inconvénient d'avoir une faible productivité.
À son homologation, il comble un manque de porte-greffe pour les sols sableux et graveleux acides. Il tolère l'humidité printanière et une sécheresse modérée. 

### Aptitude au greffage
Il a une très bonne aptitude au bouturage et bonne au greffage. Il confère au greffon une bonne vigueur avec des rendements réguliers et assez élevés. Les vins produits sont cependant de bonne qualité.